# District de Shuocheng
Le district de Shuocheng (朔城区 ; pinyin : Shuòchéng Qū) est une subdivision administrative de la province du Shanxi en Chine. Il est placé sous la juridiction de la ville-préfecture de Shuozhou.